# Andrzej Wach (prawnik)
Andrzej Wach (ur. 1954) – polski prawnik, radca prawny, doktor habilitowany nauk prawnych, profesor nadzwyczajny Uniwersytetu Warszawskiego, specjalista w zakresie prawa cywilnego, postępowania cywilnego i prawa sportowego.

## Życiorys
W 2005 na Wydziale Prawa i Administracji Uniwersytetu Warszawskiego na podstawie dorobku naukowego oraz rozprawy pt. Alternatywne formy rozwiązywania sporów sportowych uzyskał stopień doktora habilitowanego nauk prawnych. Został profesorem nadzwyczajnym Uniwersytetu Warszawskiego.
Uzyskał uprawnienia radcy prawnego. Objął stanowisko dyrektora departamentu prawnego Polskiego Związku Piłki Nożnej. Został arbitrem Piłkarskiego Sądu Polubownego PZPN i Sądu Arbitrażowego przy Krajowej Izbie Gospodarczej.